# María Abel
María Abel Diéguez (* 23. Oktober 1974 in Lugo) ist eine spanische Langstreckenläuferin.

## Leben
2000 und 2003 wurde sie Spanische Meisterin im Crosslauf, 2001 im Halbmarathon. Über 10.000 m belegte sie bei den Leichtathletik-Weltmeisterschaften 1999 in Sevilla den 14. Platz. Bei den Olympischen Spielen 2000 schied sie über dieselbe Distanz im Vorlauf aus. Bei den Ibero-Amerikanischen Meisterschaften desselben Jahres gewann sie die Silbermedaille über 5000 m.
Im Jahr darauf wechselte sie auf die Marathondistanz. Beim Rotterdam-Marathon 2001 wurde sie Dritte in  2:29:46 h, und bei den Weltmeisterschaften in Edmonton kam sie auf den 25. Platz. 2002 gewann sie den Valencia-Marathon und den Frankfurt-Marathon mit ihrer persönlichen Bestzeit von 2:26:59. Bei den Weltmeisterschaften 2003 in Paris/Saint-Denis belegte sie den 15. Platz. 2004 wurde sie Vierte in Rotterdam und kam bei den Olympischen Spielen in Athen auf den 26. Rang. 2008 wurde sie Zweite beim Sevilla-Marathon.
María Abel ist 1,63 Meter groß, wiegt 46 kg und wird von Fernando Lozano trainiert.

## Persönliche Bestzeiten
- 3000 m: 9:12,83 min, 28. Mai 1999, Sevilla
- 5000 m: 15:40,13 min, 2. September 2000, Barcelona
- 10.000 m: 32:02,2 min, 20. August 2000, Gijón
- Halbmarathon: 1:10:52 h, 20. Januar 2002, Santa Pola
- Marathon: 2:26:59 h, 27. Oktober 2002, Frankfurt am Main